# Harriet Chalmers Adams
Harriet Chalmers Adams (22 d'octubre de 1875 - 17 de juliol de 1937) va ser una exploradora, escriptora i fotògrafa estatunidenca. Va viatjar durant molts anys a Amèrica del Sud, Àsia i el Pacífic sud a principis del segle XX i va publicar-ne quaderns de viatge en revistes com National Geographic. Va ser reconeguda per les conferències que feia sobre els seus viatges, en les quals utilitzava làmines en color i pel·lícules.
Malgrat no tenir una formació reglada, era una lectora àvida i va viatjar a pràcticament tota l'Amèrica llatina, seguint les rutes dels viatges de Cristòfor Colom i els conqueridors espanyols. Com a corresponsal de guerra va ser l'única dona que va enviar cròniques des del front occidental de la Primera Guerra Mundial.
Va ser la primera presidenta de la Societat de Dones Geògrafes, fundada el 1925, i és àmpliament reconeguda com l'exploradora més important del seu temps.